# Alchemilla dasycrater
Alchemilla dasycrater é uma espécie de rosácea do gênero Alchemilla, pertencente à família Rosaceae.